# Józef Koffler
Józef Koffler (ur. 28 listopada 1896 w Stryju, zm. prawdopodobnie 1944 w Krośnie) – polski kompozytor.

## Życiorys
Pochodził z rodziny polsko-żydowskiej. W styczniu 1938 r. przyjął we Lwowie chrzest w obrządku rzymskokatolickim. W latach 1910–1914 uczył się w C. K. Gimnazjum w Stryju, gdzie w 1914 ukończył VIII klasę i zdał egzamin dojrzałości. Jednocześnie kształcił się prywatnie w dziedzinie kontrapunktu, harmonii i gry na fortepianie. W latach 1914–1915 studiował prawo a potem harmonię i kompozycję na Uniwersytecie w Wiedniu. Jednym z nauczycieli w dziedzinie kompozycji muzycznej był Hermann Grädener. W roku 1916 został powołany do służby wojskowej w armii austriackiej, którą miał zakończyć w 1920 roku.
Po odrodzeniu Polski w 1918 przeszedł do nowo organizowanego wojska polskiego, kiedy tylko uformowały się pierwsze jego oddziały. W wojsku polskim kontynuował zajmowanie się muzyką jako dyrygent orkiestr dętych, dla których również komponował muzykę. Zimą 1920 roku kontynuował studia tym razem na wydziale muzykologii, gdzie studiował m.in. u Guido Adlera, Roberta Lacha, Wilhelma Fischera i Egona Wellesza. W tym samym czasie studiował również dyrygenturę u Feliksa Weingartnera. W roku 1923 obronił pracę doktorską po czym pracował w Wiedniu jako nauczyciel muzyki i dyrygent chóru w Burgtheater. W okresie wiedeńskim poznał Albana Berga, którego muzyka wpłynęła na estetykę Kofflera. Koffler wrócił do Polski i osiedlił się we Lwowie w 1925 roku. Nauczał tu w latach 1924–1941 kompozycji, instrumentacji, form muzycznych i harmonii w Konserwatorium Polskiego Towarzystwa Muzycznego. Popularnością cieszyły się jego kursy z dziedziny kompozycji atonalnej, gdzie jednym z jego uczniów był znany kompozytor Roman Haubenstock-Ramati. Na początku lat trzydziestych Koffler zetknął się z Arnoldem Schönbergiem i jego dodekafoniczną techniką kompozytorską, która miała znaczny wpływ na jego twórczość. W tym samym czasie został wybrany na członka Zarządu Stowarzyszenia Kompozytorów Polskich w Warszawie oraz Związku Polskich Muzyków Pedagogów.
Józef Koffler działał także jako krytyk i publicysta muzyczny. W latach 1930–1938 był redaktorem naczelnym czasopisma „Orkiestra”, a w latach 1936–1937 publikował także w czasopiśmie „Echo”. Jego artykuły ukazywały się także innych polskich czasopismach. Po Wrześniu 1939 i zajęciu miasta przez armię sowiecką Józef Koffler został kierownikiem katedry kompozycji i prorektorem nowo utworzonego państwowego konserwatorium we Lwowie. Wtedy też został przez władze sowieckie mianowany profesorem.
Kiedy Niemcy weszli do miasta w lipcu 1941 roku, Koffler wraz z żoną i synem został uwięziony i wywieziony do getta w Wieliczce koło Krakowa. Dalsze ich losy nie są dokładnie znane. Najprawdopodobniej razem z rodziną został zastrzelony przez Niemców na początku 1944 roku w pobliżu Krosna, gdzie ukrywał się po likwidacji getta w Wieliczce.

## Znaczenie twórczości
Józef Koffler wraz z Tadeuszem Majerskim byli jedynymi kompozytorami polskimi okresu międzywojennego posługującymi się techniką dodekafoniczną.
Spośród całej spuścizny Kofflera tylko dwa dzieła zostały wydane po wojnie (przez PWM) i są dostępne: Trio smyczkowe op. 10 oraz Kantata Miłość op. 14. Po roku 1990 kilkanaście utworów Kofflera zostało utrwalonych na nagraniach płytowych.

## Spis kompozycji według numeru opusowego i daty powstania

### Utwory własne
- Chanson Slave (przed 1918)
- Zwei Lieder – Dwie pieśni na sopran i fortepian op. 1 (1917)
- Uwertura „Hanifa” op. 2 (zniszczona)
- Suita orientalna op. 3 (zniszczona)
- Sielanka na orkiestrę kameralną op. 4 (zniszczona)
- Kwartet smyczkowy op. 5 (zniszczony)
- 40 polskich pieśni ludowych op. 6 (1925)
- Musique de ballet op. 7 (1926)
- Musique. Quasi una sonata op. 8, à Karol Szymanowski (1927)
- 15 wariacyj szeregu 12 tonów (15 variations d'après une suite de douze tons) op. 9 (1927)
- Trio smyczkowe op. 10 (1928)
- I Symfonia op. 11 (1930)
- Sonatina op. 12 (1930)
- 15 wariacyj szeregu 12 tonów op. 9a, opracowanie opusu 9 na orkiestrę smyczkową (1931)
- Koncert fortepianowy op. 13 (1932)
- Kantata Miłość (Die Liebe) na głos, altówkę, wiolonczelę i klarnet op. 14 do tekstu hymnu do miłości św. Pawła (1931)
- Balet-oratorium Alles durch M.O.W. (Instytut Korespondencji Codziennej) na tancerzy, sopran i baryton solo, chór i orkiestrę op. 15 (1932)
- Divertimento (Mała serenada) na obój, klarnet, fagot op. 16 (1931, zag.)
- II Symfonia op. 17 (1933)
- Capriccio na skrzypce i fortepian op. 18 (1936)
- Sonata fortepianowa op. 19 (1935, zag.)
- Kwartet smyczkowy op. 20 (1934, zag.)
- III Symfonia op. 21 (1935)
- Quatre poèmes na skrzypce z fortepianem op. 22 (1935)
- Variations sur une valse de Johann Strauss op. 23 (1935)
- opracowania kolęd polskich na chór mieszany (1934-1936)
- Suita polska na orkiestrę kameralną op. 24 (1936)
- Mała suita według Klavierbüchlein für Anna Magdalena Bach J.S. Bacha (około 1937, zaginiona)
- instrumentacja Wariacji Goldbergowskich Johanna Sebastiana Bacha na małą orkiestrę (1938)
- Händeliana, 30 wariacji na temat passacaglii Händla (przed 1940, zag.)
- Uwertura radosna op. 25 (1940, zag.)
- IV Symfonia op. 26 (1940)
- Czotyry dytiaczi piesy (Cztery utwory dziecięce na fortepian; przed 1940)
- Ukrajinśki eskizy (Szkice ukraińskie) op. 27 na kwartet smyczkowy (przed 1941)

### Z tego: Instrumentacje, aranżacje, opracowania
- Mała suita według Klavierbüchlein für Anna Magdalena Bach J.S. Bacha (około 1937, zaginiona)
- instrumentacja Wariacji Goldbergowskich Johanna Sebastiana Bacha na małą orkiestrę (1938)
- muzyka do sztuk scenicznych (zaginiona)

## Spis kompozycji według stopnia zachowania

### Utwory zachowane
- Chanson Slave (przed 1918)
- Zwei Lieder – Dwie pieśni na sopran i fortepian op. 1 (1917)
- 40 polskich pieśni ludowych op. 6 (1925)
- Musique de ballet op. 7 (1926)
- Musique. Quasi una sonata op. 8, à Karol Szymanowski (1927)
- 15 wariacyj szeregu 12 tonów (15 variations d'après une suite de douze tons) op. 9 (1927)
- 15 wariacyj szeregu 12 tonów op. 9a, opracowanie opusu 9 na orkiestrę smyczkową (1931)
- Trio smyczkowe op. 10 (1928)
- I Symfonia op. 11 (1930)
- Sonatina op. 12 (1930)
- Koncert fortepianowy op. 13 (1932)
- Kantata Miłość (Die Liebe) na głos, altówkę, wiolonczelę i klarnet op. 14 (1931)
- Balet-oratorium Alles durch M.O.W. (Instytut Korespondencji Codziennej) na tancerzy, sopran i baryton solo, chór i orkiestrę op. 15 (1932)
- II Symfonia op. 17 (1933)
- Capriccio na skrzypce i fortepian op. 18 (1936)
- III Symfonia op. 21 (1935)
- Quatre poèmes na skrzypce z fortepianem op. 22 (1935)
- Variations sur une valse de Johann Strauss op. 23 (1935)
- opracowania kolęd polskich na chór mieszany (1934-1936)
- instrumentacja Wariacji Goldbergowskich J.S. Bacha na małą orkiestrę (1938)
- IV Symfonia op. 26 (1940)
- Czotyry dytiaczi piesy (Cztery utwory dziecięce na fortepian; przed 1940)
- Ukrajinśki eskizy (Szkice ukraińskie) op. 27 na kwartet smyczkowy (przed 1941)

### Utwory zniszczone bądź uważane za zaginione
- Uwertura „Hanifa” op. 2 (zniszczona)
- Suita orientalna op. 3 (zniszczona)
- Sielanka na orkiestrę kameralną op. 4 (zniszczona)
- Kwartet smyczkowy op. 5 (zniszczony)
- Divertimento (Mała serenada) na obój, klarnet, fagot op. 16 (1931)
- Sonata fortepianowa op. 19 (1935)
- Kwartet smyczkowy op. 20 (1934)
- Suita polska na orkiestrę kameralną op. 24 (1936)
- Mała suita według Klavierbüchlein für Anna Magdalena Bach J.S. Bacha (około 1937, zaginiona)
- Uwertura radosna op. 25 (1940)
- Händeliana, 30 wariacji na temat passacaglii Händla (przed 1940)
- muzyka do sztuk scenicznych (zaginiona)

## Spis kompozycji według składu

### Utwory fortepianowe
- Chanson Slave (przed 1918)
- 40 polskich pieśni ludowych op. 6 (1925) (mogą być wykonywane bez głosu solowego)
- Musique de ballet op. 7 (1926)
- Musique. Quasi una sonata op. 8, à Karol Szymanowski (1927)
- 15 wariacyj szeregu 12 tonów (15 variations d'après une suite de douze tons) op. 9 (1927)
- Sonatina op. 12 (1930)
- Sonata fortepianowa op. 19 (1935, zaginiona)
- Variations sur une valse de Johann Strauss op. 23 (1935)
- Czotyry dytiaczi piesy (Cztery utwory dziecięce; przed 1940)

### Utwory kameralne
- Kwartet smyczkowy op. 5 (zniszczony)
- Trio smyczkowe op. 10 (1928)
- Divertimento (Mała serenada) na obój, klarnet, fagot op. 16 (1931, zaginione)
- Capriccio na skrzypce i fortepian op. 18 (1936)
- Kwartet smyczkowy op. 20 (1934, zaginiony)
- Quatre poèmes na skrzypce z fortepianem op. 22 (1935)
- Ukrajinśki eskizy (Szkice ukraińskie) op. 27 na kwartet smyczkowy (przed 1941)

### Utwory symfoniczne
- Uwertura „Hanifa” op. 2 (zniszczona)
- Suita orientalna op. 3 (zniszczona)
- Sielanka na orkiestrę kameralną op. 4 (zniszczona)
- 15 wariacyj szeregu 12 tonów op. 9a, opracowanie opusu 9 na orkiestrę smyczkową (1931)
- I Symfonia op. 11 (1930)
- Koncert fortepianowy op. 13 (1932)
- II Symfonia op. 17 (1933)
- III Symfonia op. 21 (1935)
- Suita polska na orkiestrę kameralną op. 24 (1936, zaginiona)
- IV Symfonia op. 26 (1940)
- Uwertura radosna op. 25 (1940, zaginiona)
- Händeliana, 30 wariacji na temat passacaglii Händla (przed 1940, zaginione)
- Mała suita według Klavierbüchlein für Anna Magdalena Bach J.S. Bacha (około 1937, zaginiona)
- instrumentacja Wariacji Goldbergowskich Johanna Sebastiana Bacha na małą orkiestrę (1938)
- muzyka do sztuk scenicznych (zaginiona)

### Wokalne i wokalno-instrumentalne
- Zwei Lieder – Dwie pieśni na sopran i fortepian op. 1 (1917)
- 40 polskich pieśni ludowych op. 6 (1925) (zob. także utwory fortepianowe)
- Kantata Miłość (Die Liebe) na głos, altówkę, wiolonczelę i klarnet op. 14 (1931)
- Balet-oratorium Alles durch M.O.W. (Instytut Korespondencji Codziennej) na tancerzy, sopran i baryton solo, chór i orkiestrę op. 15 (1932) (Zachował się jedynie wyciąg fortepianowy tego utworu. W 2008 r. utwór został    zinstrumentowany przez Edwarda Pałłasza, a polskie libretto zostało od nowa napisane przez Joannę Kulmową. Premiera utworu pod nowym tytułem Matrimonio con variazioni odbyła się 16 maja 2009 w Warszawskiej Operze Kameralnej.)
- opracowania kolęd polskich na chór mieszany (1934-1936)

## Dyskografia
- Józef Koffler, Piano Concerto Op. 13, 2nd Symphony Op. 17, Two Songs Op. 1, Quatre Poemes Op. 22, Ukrainian Sketches Op. 27, Daniel Wnukowski (piano), Frederika Brillembourg (mezzo-soprano), Christoph Słowinski (conductor, piano), Polish Sinfonia Iuventus Orchestra, Polish String Quartet Berlin, tekst książeczki: Maciej Gołąb, eda-records, ISRC DE-E67-17-042-01 bis 19
- Józef Koffler, Musique de ballet op. 7, Steffen Schleiermacher, fortepian, MDG MDG6131433, 1996, The Viennese School – Teachers and Followers
- Józef Koffler, Sonatina na fortepian op. 12, Joseph Holt, fortepian, Darkness & Light, dysk nr 2, JDT 3086, 1182819, 1997
- Józef Koffler, Utwory fortepianowe I (), Elżbieta Sternlicht, fortepian, Acte Préalable, AP0122, 2005, autorstwo książeczki (wkładki): Bogusław Schaeffer. Czas nagrania: 52'11"
- Józef Koffler, Utwory fortepianowe II (), Elżbieta Sternlicht, fortepian, Acte Préalable, AP0123, 2005, książeczka: Bogusław Schaeffer. Czas nagrania: 40'32"
- Józef Koffler, Trio smyczkowe op. 10, w: EOS Trio - Klein, Koffler & Naumann - String Trios (Dreyer Gaido, 2015)
- Józef Koffler, Koncert fortepianowy op. 13, Małgorzata Walentynowicz, Sinfonia Varsovia, Sebastian Perłowski, w: 100 for 100. Musical Decades of Freedom: II 1928–1937 (PWM,2018)
- Józef Koffler, Kantata Miłość (Die Liebe) na głos, altówkę, wiolonczelę i klarnet op. 14, Eleonore Marguerre, Aperto Piano Quartett, w: Poland Abroad, Vol. 5, Chamber Music (EDA,2013)
- Józef Koffler, Trio smyczkowe op. 10, Musique. Quasi una sonata op. 8, Sonatina op. 12, 40 polskich pieśni ludowych op. 6 (wybór), Variations sur une valse de Johann Strauss op. 23, Martin von der Heydt, Zebra Trio, Oester. Ensamble, w: Józef Koffler, Chamber Music (cpo, 2016)